# Spacer brzegiem morza
Spacer brzegiem morza – album muzyczny nagrany przez zespół instrumentalny pod kierownictwem Tadeusza Prejznera z udziałem kwartetu smyczkowego oraz znanych polskich muzyków jazzowych jako solistów. LP wydany przez Pronit w 1969 roku miał prezentować rozmaite kierunki w polskiej muzyce rozrywkowej. Różnorodne stylistycznie utwory zestawiono w całość dzięki doborowi "morskiej" tematyki, odpowiednią aranżację, skład instrumentalny i jednolite
wykonanie.

## Lista utworów

### Strona A
| 1. | "Spacer brzegiem morza" (Tadeusz Prejzner)       |  |
|    |                                                  |  |
| 2. | "Twa tratwa" (Jan "Ptaszyn" Wróblewski)          |  |
|    |                                                  |  |
| 3. | "Mchy" (Tomasz Stańko)                           |  |
|    |                                                  |  |
| 4. | "Chwile niepokoju" (Włodzimierz Nahorny)         |  |
|    |                                                  |  |
| 5. | "Wędrowne konstelacje" (Edward Spyrka)           |  |
|    |                                                  |  |
| 6. | "Trąd" (muzyka z filmu "Leprosy")(Tomasz Stańko) |  |
|    |                                                  |  |

### Strona B
| 7.  | "Sieć" (Włodzimierz Nahorny)                         |  |
|     |                                                      |  |
| 8.  | "Może by nad morze" (Tadeusz Prejzner)               |  |
|     |                                                      |  |
| 9.  | "W nowym stylu" (Tadeusz Prejzner)                   |  |
|     |                                                      |  |
| 10. | "Zamiast kwiatów dla Ewy" (Jan "Ptaszyn" Wróblewski) |  |
|     |                                                      |  |
| 11. | "Złoty płomyk" (Władysław Słowiński)                 |  |
|     |                                                      |  |
| 12. | "Kajtkowa kołysanka" (Tadeusz Prejzner)              |  |
|     |                                                      |  |
| 13. | "Kołysanie" (Tadeusz Prejzner)                       |  |
|     |                                                      |  |

## Muzycy
- Ewa Wanat – śpiew (1,6,7)
- Włodzimierz Nahorny – flet, saksofon altowy, fortepian, organy, okaryna, śpiew  (1-13)
- Tomasz Stańko – trąbka (3-12)
- Janusz Muniak – saksofon sopranowy, saksofon tenorowy (3-6, 8, 11, 13)
- Janusz Sidorenko – gitara (1-11, 13)
- Bronisław Suchanek – kontrabas (1-13)
- Janusz Stefański – perkusja (1-13)

kwartet smyczkowy (1-8, 10-12):
- Marek Szwarc – skrzypce
- Panczo Bojadżijew – skrzypce
- Błażej Sroczyński – altówka
- Zbigniew Subocz  – wiolonczela

Zespół instrumentalny Tadeusza Prejznera